# Олпорт, Джеймс
Сэр Джеймс Джозеф Олпорт (27 февраля 1811, Бирмингем, Уорикшир — 25 апреля 1892, Лондон) — английским управленец, работавший в сфере железнодорожного сообщения.

## Биография
C раннего периода своей жизни Олпорт был связан с железными дорогами. В 1839 году он начал работать в качестве дорожного агента в Хэмптоне в Ардене, став, сначала, главным клерком, а затем, в 1943 году генеральным директором железной дороги Бирмингема и Дерби, а в следующем году занял ту же должность на линии Ньюкасл-Дарлингтон.
После слияния железной дороги Бирмингема и Дерби с Мидлендской железной дорогой, Олпорт перешёл работать на железную дорогу Джорджа Хадсона в Йорке, Ньюкасле и Бервике, где и работал до ее слияния с Северо-Восточной железной дорогой.
Шесть лет спустя он занял должность руководителя железной дороги Манчестера, Шеффилда и Линкольншира (позже переименованной в Великую центральную железную дорогу) и, наконец, в 1853 году был назначен генеральным директором Мидлендской железной дороги. Эту должность он занимал постоянно, за исключением нескольких лет между 1857 и 1860 годами, когда Олпорт работал управляющим директором судостроительной компании Палмера в Джарроу и до его выхода на пенсию в 1880 году. Когда он вышел на пенсию в 1880 году, ему было присвоено звание почетного директора, а в 1884 году он был посвящен в рыцари.
За эти двадцать семь лет Мидлендская дорога превратилась в одну из самых важных железнодорожных систем в Англии, отчасти за счет поглощения более мелких линий и отчасти за счет строительства двух основных расширений на юге до Лондона и на севере до Карлайла, в результате чего эта дорога смогла самостоятельно обеспечивать сквозное движение между Лондоном и севером Британии. Олпорт сыграл важную роль в партнерстве Мидлендской дороги с железной дорогой Манчестера, Шиффелда и Линкольншира, что, в итоге, привело к созданию «Комитета железнодорожных компаний Шеффилда и Мидленда» и дало Мидленду доступ к Манчестеру для его лондонских поездов.
Олпорт был одним из пионеров дешевых и удобных железнодорожных путешествий. В 1872 году он инициировал новую политику предоставления услуг на руководимой им железной дороге. Впоследствииона была в том или ином виде принята всеми железными дорогами Великобритании. Сущность этого подхода сводилась к перевозке пассажиров третьего класса в хорошо оборудованных вагонах (по единой ставке один пенни за милю для всех поездов, установленной парламентом). В результате доходы от пассажиров второго класса значительно уменьшились, что привело к отмене вагонов второго класса в железнодорожной системе Мидленда в 1875 году. При этом стоимость проезда в первом классе была в то же период существенно снижена. Результатом стал существенный рост объёма и прибыльность пассажирских железнодорожных перевозок.
Олпорт был одним из организаторов принятия парламентского акта 1883 года о прокладке сети водопроводов высокого давления под Лондоном. Он объединил две компании Эдварда Б. Эллингтона, чтобы сформировать Лондонскую гидравлическую энергетическую компанию, которая обеспечивала подачу энергии на оборудование в доках и зданиях на большой территории в центре Лондона.
Олпорт умер в гранд-отеле Midland на Сент-Панкрас 25 апреля 1892 года от острого воспаления легких, возникшего в результате простуды. Его похороны на кладбище Бельпер состоялись 29 апреля 1892 года.